# Ириней (Аврамидис)
Епи́скоп Ирине́й (греч. Επίσκοπος Εἰρηναῖος, фр. évêque Irénée, в миру Арги́риос Аврами́дис, греч. Ἀργύριος Ἀβραμίδης; 1956, Нигрита, ном Серре, Греция) — архиерей Константинопольской православной церкви, епископ Ригийский, викарий Галльской митрополии.

## Биография
Родился в городе Нигрита, в номе Серре, в Греции. Окончил отделение политических и экономических наук Университета «Пантеон» в Афинах. Окончил богословский факультете Афинского университета.
Пострижен в монашество в монастыре Григориат на Афоне. Там же митрополитом митрополитом Неапольским и Ставропольским Дионисием был рукоположен в сан диакона и пресвитера, после чего служил приходским священником на подворье монастыря Григориат в Ставруполи, пригороде Салоник.
Работал преподавателем богословия школах в Серрах, Козани и Кастории (Καθηγητής Θεολόγος Δευτεροβάθμιας Εκπαίδευσης στις Διευθύνσεις Σερρών, Κοζάνης και Καστοριάς), а также служил проповедником в клире Касторийской митрополии.
С 1997 по 2004 год служил священником в Клирусрском монастыре рождества Пресвятой Богородицы.
В 2004 году перешёл в клир Галльской митрополии, являлся настоятелем прихода святых Константина и Елены в IX округе Парижа.
13 января 2015 года решением Священного Синода Константинопольского патриархата избран для рукоположения в сан епископа Ригийского, викария Галльской митрополии.
8 февраля 2015 года в соборе Святого Стефана в Париже хиротонисан в сан епископа Ригийского, викария Галльской митрополии. Хиротонию совершили: митрополит Галльский Эммануил (Адамакис), митрополит Каллиопольский Стефан (Динидис), митрополит Силиврийский Максим (Вгенопулос), архиепископ Телмиссий Иов (Геча), епископ Аринзоский Варфоломей (Кессидис).
16 февраля 2021 года в связи с переводом Эммануила (Адамакиса) на Халкидонскую митрополию, назначен временным управляющим Галльской митрополии.